# Atlético Clube Paranavaí
O Atlético Clube Paranavaí (acrônimo: ACP) é um clube de futebol brasileiro da cidade de Paranavaí, no estado do Paraná.

## História
O clube foi fundado em 14 de março de 1946, como Paranavaí Futebol Clube, disputando seu primeiro Campeonato Paranaense em 1960. Em 1967, 1983 e 1992 foi campeão da segunda divisão estadual. No ano de 2003, a equipe conquistou um vice-campeonato estadual, perdendo a final apenas para o Coritiba, tendo empatado na ida por 2 a 2, e perdendo na volta por 2 a 0. Em 2007, conquistou o seu primeiro título estadual da primeira divisão, ganhando em cima do Paraná Clube, vencendo o primeiro jogo por 1 a 0, e empatando por 0 a 0 na Vila Capanema. O clube disputou no mesmo ano a Série C, sendo eliminado na primeira fase.
Em 2013, o ACP entrou no Estadual justamente com a meta de se manter na primeira divisão. No primeiro turno o time conseguiu bons resultados e chegou a ocupar a quinta colocação na tabela. Na reta final do turno começaram os problemas da equipe. Foram quatro derrotas seguidas junto coma a saída do técnico Ney César. Depois, o Paranavaí acumulou maus resultados e passou a brigar com os times que estavam ameaçados do rebaixamento. A fase ruim ficou evidente com a saída de vários atletas nos últimos jogos e a greve dos jogadores por conta dos salários atrasados desde a metade de fevereiro. Foi rebaixado após derrota de 3 a 0 para o Paraná Clube.
Em 2019 o clube foi rebaixado para a Terceira Divisão Paranaense após derrota de 4 a 2 para o Rolândia. O Vermelhinho já estava em situação complicada pelos quatro pontos perdidos por colocar em campo 16 jogadores não inscritos na Confederação Brasileira de Futebol nas partidas.
Em 2020 o clube chegou as semi-finais da Terceira Divisão, na ida o clube foi derrotado pelo Iguaçu por 2 a 0, na volta o clube venceu por 3 a 2 mas não conseguiu a classificação para a final.
Na disputa da Terceira Divisão de 2021 o clube ficou em terceiro lugar no grupo B, assim não conseguindo a classificação.[carece de fontes?] Na Terceira Divisão de 2022 o clube foi novamente eliminado em seu grupo, onde terminou em quinto lugar.[carece de fontes?]
Em 2023 o clube foi campeão da Terceira Divisão. Na competição, o Paranavaí teve 11 vitórias, um empate e duas derrotas. Vice-líder no grupo B da primeira fase, o ACP passou pelo Campo Mourão na semifinal. Na tão aguardada final contra o Nacional, o jogo de ida apresentou um desafio com o gol contra o time do Nacional assumindo uma vantagem de dois gols do Lucas e no jogo de volta e 1 gol do Varolo no segundo tempo. Contudo, a resiliência do ACP veio à tona no jogo decisivo. Com uma virada espetacular, a equipe revelou uma união ímpar e um futebol exuberante, garantindo a vitória e erguendo o troféu de campeão do Campeonato Paranaense da Terceira Divisão.
No dia 9 de fevereiro de 2024, A SAF do clube foi adquirida pelo cantor Gusttavo Lima, o cantor adquiriu 60% do clube. O percentual restante será da Full Sports e outros investidores. O Paranavaí manteve 1%. A operação total da venda da SAF foi fechada em cerca de R$ 3 milhões. Os novos donos do Paranavaí se comprometeram a investir nas categorias de base do clube e também montar um time forte para buscar o acesso à elite estadual. Há a expectativa da construção de um centro de treinamento para os jovens do Paranavaí. A VaideBet, empresa que tem Gusttavo Lima como embaixador, será patrocinadora do Paranavaí. Recentemente, a casa de apostas fechou contrato de R$ 370 milhões com o Corinthians. Outro parceiro comercial do Paranavaí será a BP Seguradora.

## Títulos
| ESTADUAIS | ESTADUAIS                          | ESTADUAIS | ESTADUAIS         |
|           | Competição                         | Títulos   | Temporadas        |
| --------- | ---------------------------------- | --------- | ----------------- |
|           | Campeonato Paranaense              | 1         | 2007              |
|           | Campeonato Paranaense do Interior  | 2         | 2003 e 2007       |
|           | Campeonato Paranaense - 2ª Divisão | 3         | 1967, 1983 e 1992 |
|           | Campeonato Paranaense - 3ª Divisão | 1         | 2023              |

## Estatísticas

### Participações
|  | Participações em 2025 |

| Competição | Competição            | Temporadas | Melhor campanha             | Estreia | Última | P | R |
| Paraná     | Campeonato Paranaense | 37         | Campeão (2007)              | 1960    | 2013   |   | 6 |
| Paraná     | Segunda Divisão       | 20         | Campeão (1967, 1983 e 1992) | 1966    | 2025   | 4 | 1 |
| Paraná     | Terceira Divisão      | 4          | Campeão (2023)              | 2020    | 2023   | 1 |   |
| Brasil     | Série C               | 3          | 10º colocado (1981)         | 1981    | 2007   | – | – |
| Brasil     | Copa do Brasil        | 2          | 2ª fase (2008)              | 2004    | 2008   |   |   |